# Adam Sedgwick
Adam Sedgwick (22 de marzo de 1785, Dent, Cumbria - 27 de enero de 1873, Cambridge, Cambridgeshire) fue un geólogo británico. Sedgwick fue uno de los fundadores de la geología moderna. Estudió los estratos geológicos del Devónico y del Cámbrico.

## Biografía
Nacido en Dent, entonces en el condado de Yorkshire, Sedgwick realizó sus estudios en el Trinity College de la Universidad de Cambridge, donde ocupó la cátedra woodwardiana de geología en 1818.
Su clasificación de ciertos estratos geológicos en el Cámbrico fue objetada por su amigo y colaborador Roderick Murchison, quien las consideró parte del Silúrico. En 1879 Charles Lapworth resolvió la polémica creando un nuevo sistema, el Ordovícico, para tales estratos.
Adam Sedgwick fue profesor de Charles Darwin, con quien mantuvo una larga correspondencia. Aunque Sedgwick no aceptó las ideas contenidas en El Origen de las Especies, mantuvo la amistad con Darwin hasta su muerte.

## Visiones geológicas y evolución
La Iglesia de Inglaterra, de ninguna manera una iglesia evangélica fundamentalista, encierra una amplia gama de creencias. Durante la vida de Sedgwick, se había desarrollado una especie de abismo entre los creyentes de iglesias conservadoras y el ala liberal. Después de cocer a fuego lento durante unos años, la publicación de Ensayos y comentarios por los eclesiásticos liberales en 1860 estableciendo claramente las diferencias. En todo eso, Sedgwick, cuya ciencia y fe se entrelazan en una teología natural, fue sin duda del lado conservador, y abierta al respecto. Dijo en la reunión de febrero de 1830 de la Sociedad Geológica de Londres:

No se puede ser de opinión herética, pues lo que no es cierto ... falsedades en conflicto que puede comprender, pero las verdades nunca pueden llevar a la guerra entre unos contra otros; afirmando, por tanto, que no tenemos nada que temer de los resultados de nuestras investigaciones, siempre que se siga el camino laborioso, pero seguro de la inducción honesta. De esta manera podemos estar seguros de que nunca vamos a llegar a conclusiones opuestas a cualquier verdad, ya sea física o moral, de cualquier fuente que la verdad puede derivar.

## Obra
- A discourse on the studies of the University of Cambridge. 5ª ed. 1850

## Honores
- 1863: medalla Copley
- 1851: medalla Wollaston de la Geological Society of London.